# 契約の箱

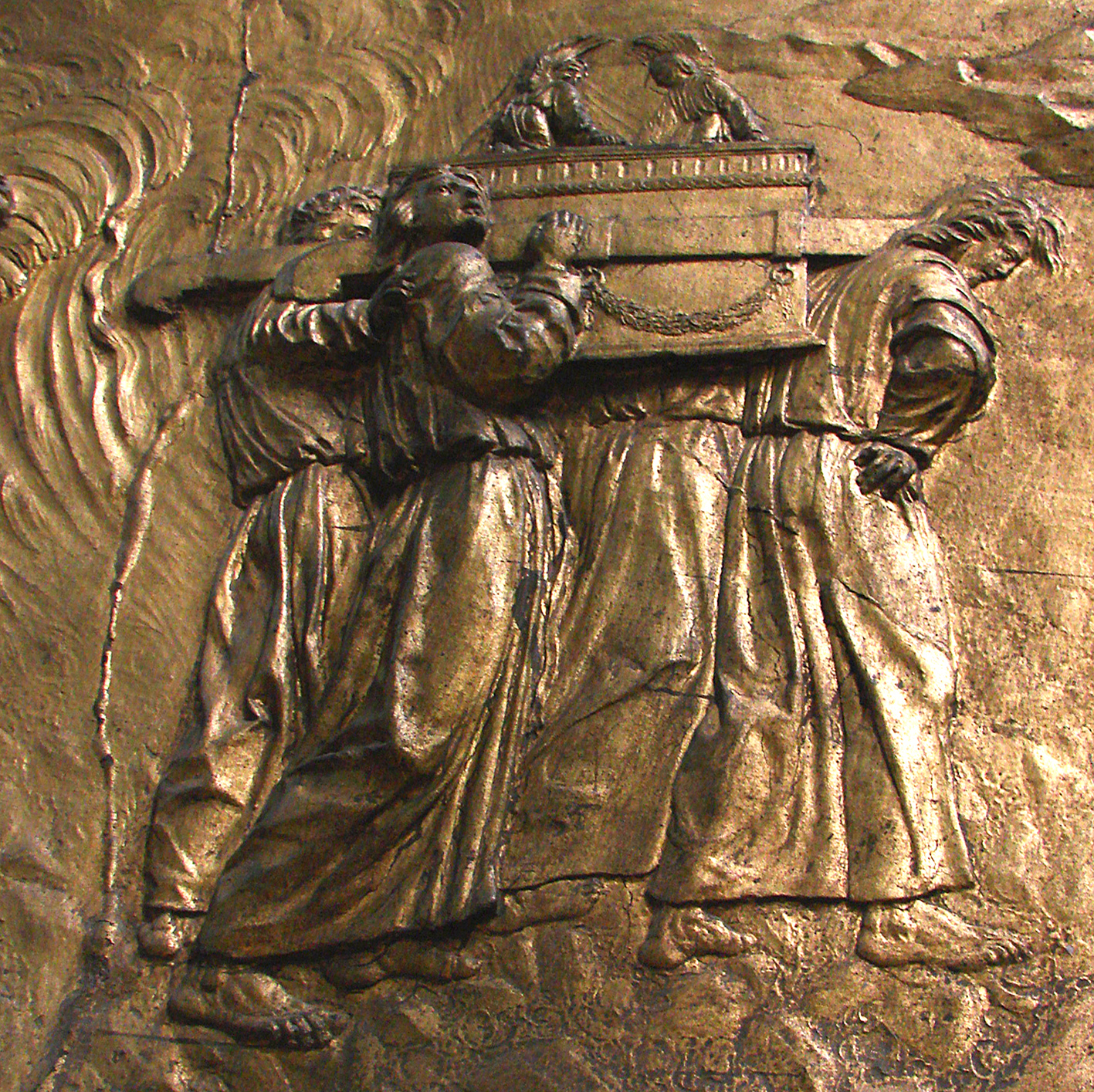
フランス南西部オーシュにあるサント・マリー大聖堂のレリーフに彫られた契約の箱

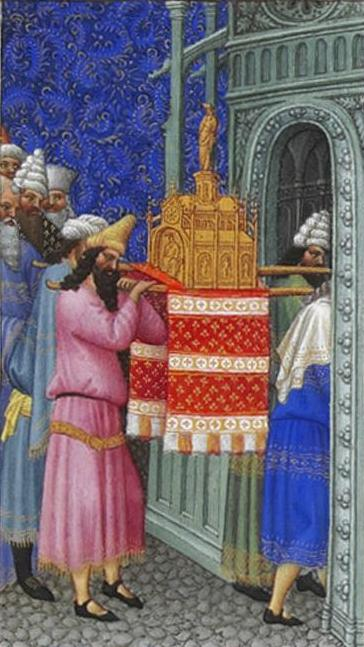
豪華装飾写本『ベリー公のいとも豪華なる時祷書』に描かれた契約の箱

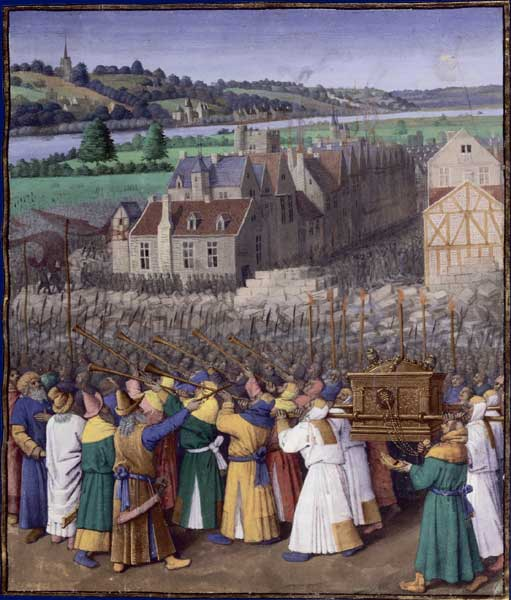
エリコの占領。フラウィウス・ヨセフス著『ユダヤ古代誌』、ジャン・フーケによる挿絵（1470–1475年頃）。「エリコの壁」項目参照

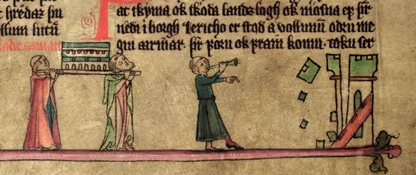
14世紀のアイスランドの写本による「エリコの壁」攻略

契約の箱（けいやくのはこ、ヘブライ語: ארון הברית aron habrit、英: Ark of the Covenant）は、『旧約聖書』に記されている、十戒が刻まれた石板を収めた箱のことである。証の箱（あかしのはこ）、掟の箱（おきてのはこ）、聖櫃（せいひつ）、約櫃（やくひつ）、ソロモンの秘宝（アーク）とも呼ばれる。ただしユダヤ教・キリスト教において、「聖櫃」は「契約の箱」より広義のものをも含む語彙である。

## 概説
神の指示を受けたモーセが選んだベツァルエル（ヘブライ語: בְּצַלְאֵל בֶּן־אוּרִי）が、神の指示どおりの材料、サイズ、デザインで箱を製作し、エジプト脱出から1年後にはすでに完成していた。
アカシアの木で作られた箱は、長さが2と1/2キュビット（100～130cm程度）で幅と高さがそれぞれ1と1/2キュビット（60～80cm程度）、装飾が施され地面に直接触れないよう箱の下部四隅に脚が付けられている。持ち運びの際に手が箱に触れないよう2本の棒が取り付けられ、これら全てが純金で覆われている。そして箱の上部には、金の打物造りによる智天使2体が乗せられた。
モーセの時代に、この中へマナを納めた金の壺、聖油の壺、アロンの杖、十戒を記した石板が収納される。しかし、ソロモン王の時代には、十戒を記した石板以外には何も入っていなかったと伝えられている。
荒野をさまよっていた時代には祭司たちが担いで移動させていたが、ヨシュアの時代以降は、主にシロの幕屋の至聖所に安置される。サムエル（紀元前11世紀の人物）を養育した大祭司エリの時代には、ペリシテ人によって奪われるが、ペリシテ人を災厄が襲ったため、彼らはこの箱をイスラエル人に送り返す。また、ソロモン王（紀元前925年没）の時代以降は、エルサレム神殿の至聖所に安置される。
ソロモン王の死後、統一イスラエル王国は、紀元前930年頃に分裂した。南のユダ王国は、ユダ族とベニヤミン族から構成されており、北のイスラエル王国は、それ以外の十部族からなっていた。しかし、アッシリア帝国が勃興すると、紀元前722年に、北のイスラエル王国は滅ぼされてしまった。その後、ユダ王国は、アッシリアに服属する形で存続していたが、紀元前609年にはエジプトの支配下に入り、 紀元前586年に、ネブカドネツァルによって、エルサレム全体とエルサレム神殿が破壊され、支配者や貴族たちは首都バビロニアへと連行されること（バビロン捕囚）となった。その際に、契約の箱の行方はわからなくなり、現在に至っている。
レビ族は、ヤコブの子レビを祖とするイスラエルの部族（氏族）の1つである。レビはヤコブの12人の子供の1人であるが、祭司の一族として特別な役割を与えられ、継承する土地を持たなかったため、レビ族はイスラエルの十二支族には数えない。レビ人は、全国に居住の町を与えられて、そこに住んだ。そして、レビ人は、祭司の奉仕の報酬として奉納物の十分の一が給付された。古代イスラエル王国が誕生すると、神殿が建設されて、レビ人の神殿礼拝は政治と結びつくようになる。その後、イスラエル王国が北イスラエル王国と南ユダ王国に分裂してからも、レビ人はダビデ家に忠誠を尽くしていた。北イスラエルに居住していたレビ族は、南ユダに移住し、南ユダ滅亡まで続いた。契約の箱の下部には2本の棒が貫通しており、移動するときには、レビ族が肩にかつぎ、鐘や太鼓をならして騒ぎ立てた。しかも、かつぐための2本の棒は、絶対に抜いてはならなかったように、棒を差し込んだまま保管されていた。
『聖書』ではヨシヤ王（紀元前609年没）の時代に関する『歴代誌下』 35章3節の契約の箱の記述を最後に、比喩的に用いられる以外に直接言及される部分はなく、失われた経緯についても不明である。このことから、失われた聖櫃(The Lost Ark)と呼ばれることもある。
現在、聖櫃（契約の箱）を保持しているとエチオピア（エチオピア正教会）などが主張している。